# Chana (Illinois)
Pour les articles homonymes, voir Chana (homonymie).
Chana est communauté incorporée du comté d'Ogle dans l'Illinois.

## Géographie
Chana est situé dans le Township de Pine Rock et est au sud-est du siège du comté Oregon. Chana a aussi une église méthodiste en son sein, sur la Main Street.

## Personnes notables
- Robert R. Canfield (en) (1909-1994), avocat, politicien et sénateur au sénat de l'Illinois né à Chana.

## Galerie

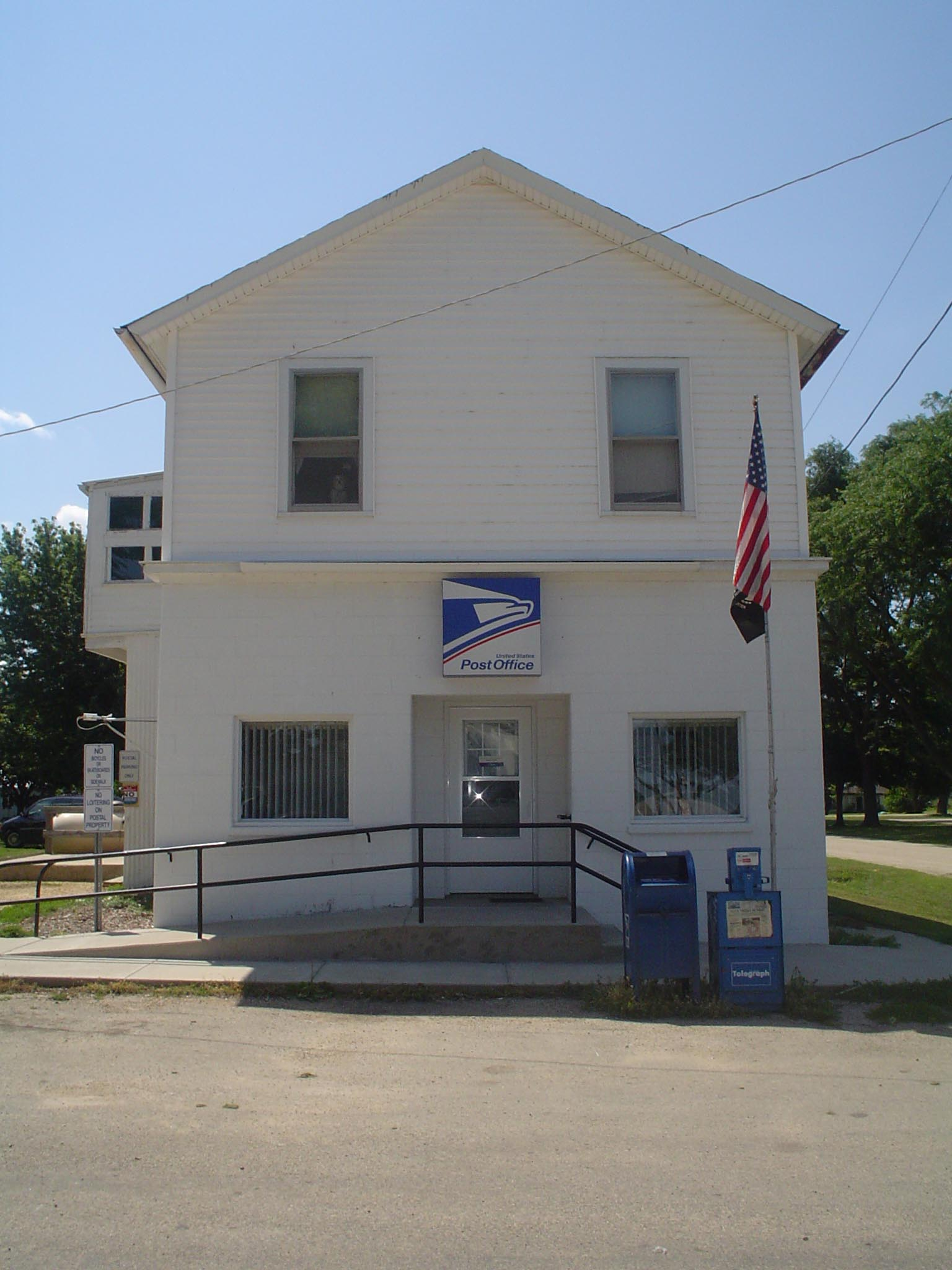
Bureau de poste.
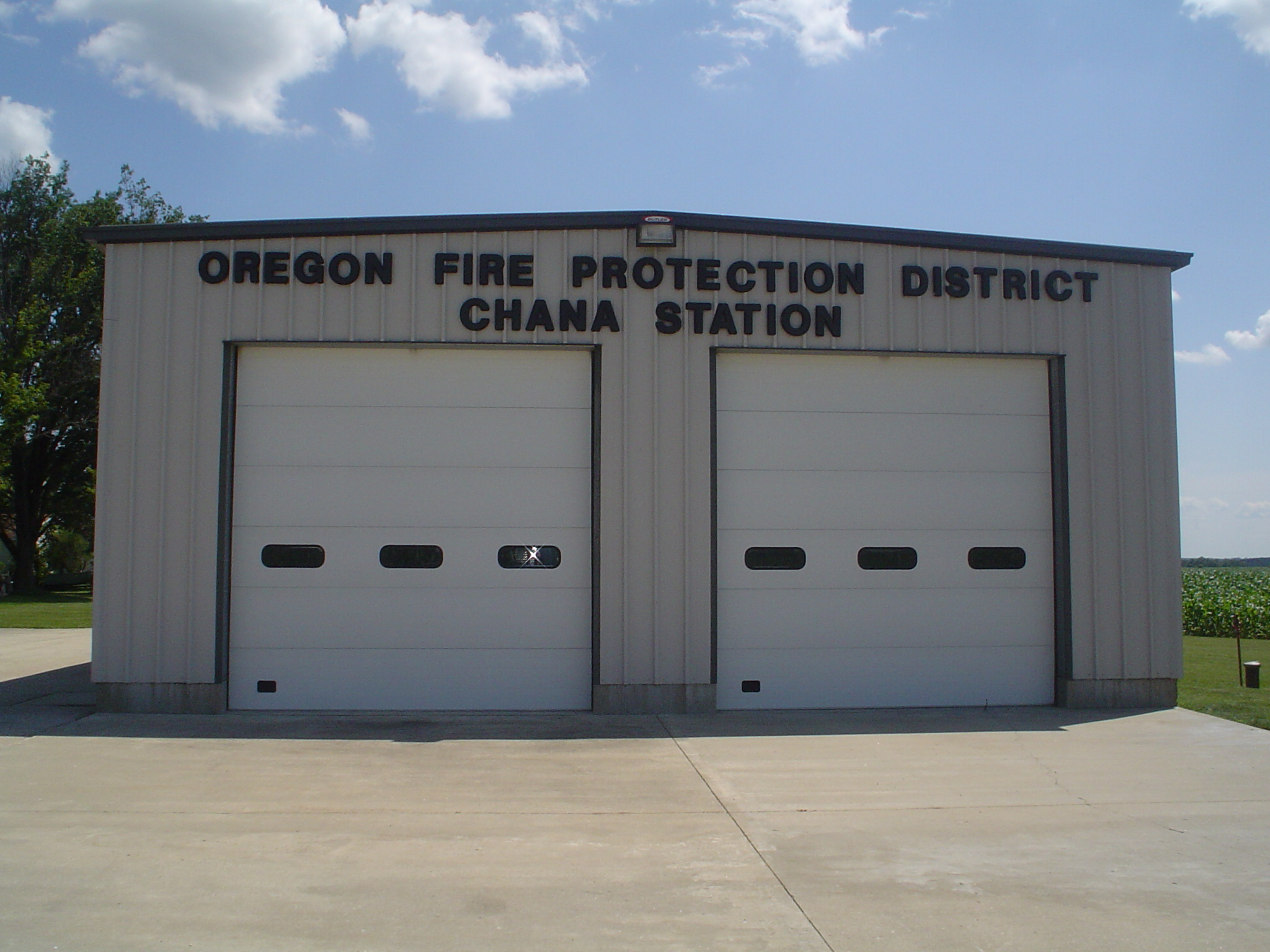
Caserne de pompiers de la centrale d'Oregon à Chana.